# 500000 (số)
Xem thêm các mục tại 500000 (định hướng)
500000 (năm trăm nghìn) là một số tự nhiên ngay sau 499999 và ngay trước 500001.